# Pietro Narducci
Pietro Narducci (Milano, 1793 – Vercelli, 1880) è stato un pittore e docente italiano. 
Fu tra i fondatori della prima scuola tecnica d'Italia istituita a Vercelli nel 1853.

## Biografia
Nato a Milano nel 1793, frequenta l'Accademia di Brera dove è allievo di Luigi Sabatelli. È conosciuto principalmente per i ritratti di personalità di spicco dell'800.